# Nochistlán de Mejía
Nochistlán de Mejía è una municipalità dello stato di Zacatecas, nel Messico centrale, il cui capoluogo è la località omonima.
Conta 27.932 abitanti (2010) e ha una estensione di 877,05 km².
Il nome della municipalità in lingua nahuatl può significare o Luogo dei cactus o Luogo delle cocciniglie.